# Jakob Benkhofer
Jakob Benkhofer (* 1986 in Hamburg) ist ein deutscher Schauspieler.

## Leben
Jakob Benkhofer absolvierte sein Schauspielstudium von 2008 bis 2012 an der Hochschule für Musik, Theater und Medien in Hannover. Während seines Studiums war er Stipendiat der Studienstiftung des deutschen Volkes und hatte erste Bühnenengagements am Studiotheater Hannover, am Schauspiel Hannover und am Theater Bremen.
Ab der Spielzeit 2011/12 war er bis 2019 festes Ensemblemitglied am Schauspiel Hannover. In der Spielzeit 2015/16 übernahm er am Schauspiel Hannover den Smerdjakow in Martin Laberenz’ Inszenierung der Brüder Karamasow. Weitere Hauptrollen in Hannover waren Simone in Rocco und seine Brüder (Spielzeit 2015/16, Regie: Lars-Ole Walburg), Mercutio in Romeo und Julia (Spielzeit 2016/17, Regie: Marius von Mayenburg) und die Rollen Macbeth/Banquo in Macbeth (Spielzeit 2018/19, Regie: Thorleifur Örn Arnarsson).
Benkhofer gastierte am Schauspielhaus Bochum, am Schauspiel Frankfurt sowie bei den Ruhrfestspielen Recklinghausen, wo er u. a. in Inszenierungen von Alexander Eisenach, Herbert Fritsch, Felicitas Brucker, Tom Kühnel, Thomas Dannemann, Florian Fiedler und Heike M. Goetze zu sehen war. Am Schauspiel Dortmund übernahm er in der Spielzeit 2019/20 als Gast die Rolle des Schatow in Die Dämonen (Regie: Sascha Hawemann).
Zur Spielzeit 2021/22 engagierte ihn Intendant Florian Lutz an das Staatstheater Kassel. Im selben Ensemble sind auch seine ehemaligen Kollegen vom Schauspiel Hannover Lisa Natalie Arnold, Hagen Oechel, Günther Harder und Emilia Reichenbach.
Benkhofer war auch in verschiedenen Film- und Fernsehproduktionen sowie in TV-Dokumentationen (ZDF, arte) zu sehen. Er drehte u. a. mit den Regisseuren Kai Christiansen, Christian Theede, Christine Hartmann und Philip Koch. In der 7. Staffel der ZDF-Serie Bettys Diagnose (2020) übernahm er, an der Seite von Mirko Lang, eine der Episodenhauptrollen als Reiseblogger Tim Deister, der ins Krankenhaus kommt, um seinem älteren Bruder für 100.000 Euro eine Niere zu spenden. In der 10. Staffel der TV-Serie In aller Freundschaft – Die jungen Ärzte (2025) war er in einer Episodenhauptrolle als Landwirt David Herrmann zu sehen.
Benkhofer ist Mitglied der Genossenschaft Deutscher Bühnen-Angehöriger (GDBA) und lebt in Nordrhein-Westfalen.

## Filmografie (Auswahl)
- 2010: Jack Taylor (Fernsehserie, zwei Folgen)
- 2011: Die Macht der Leidenschaft – Karl August Fürst von Hardenberg (Dokumentarfilm)
- 2013: Münchhausen – Die Geschichte einer Lüge (Dokumentarfilm)
- 2014: Ein blinder Held – Die Liebe des Otto Weidt (Dokumentarfilm)
- 2014: Die Frauen der Wikinger (Fernsehfilm)
- 2014: Till Eulenspiegel (Fernsehfilm)
- 2015: Notruf Hafenkante: Vergessene Wahrheit (Fernsehserie, eine Folge)
- 2015: Stralsund: Es ist nie vorbei (Fernsehreihe)
- 2017: Mata Hari – Tanz mit dem Tod (Fernsehfilm)
- 2018: Tatort: Im toten Winkel (Fernsehreihe)
- 2019: Die Pfefferkörner: Pepper in Gefahr (Fernsehserie, eine Folge)
- 2020: Bettys Diagnose: Auf Herz und Nieren (Fernsehserie, eine Folge)
- 2021: Notruf Hafenkante: Am Ende ein Anfang (Fernsehserie, eine Folge)
- 2022: Nord bei Nordwest – Der Ring (Fernsehreihe)
- 2022: WaPo Duisburg: Das dicke Ende (Fernsehserie, eine Folge)
- 2022: Die Bürgermeisterin (Fernsehfilm)
- 2025: In aller Freundschaft – Die jungen Ärzte: Reflexe (Fernsehserie, eine Folge)